# Lago Assean
El lago Assean, es un lago que está ubicado a unos 125 kilómetros al noreste de la ciudad de Thompson en la provincia de Manitoba, Canadá, por carretera.
El lago está conectado por un tramo estrecho de agua al pequeño lago Assean. Se encuentra al noroeste del lago Split.

## Descripción general
El lago Assean es parte del cinturón de Thompson, en su extensión al noroeste. La geología local consiste en una cubierta extensa de arcilla lacustre, limo, arena y basales de hasta 20 metros de espesor.
El nombre del lago proviene de la palabra cree ᐊᓯᓃᐊᐧᐣ, pronunciada asinîwan, que se traduce como un lugar con muchas piedras. También se puede escribir como Asseyan o Assigan.